# Pitcairnia decurvata
Pitcairnia decurvata är en gräsväxtart som beskrevs av Lyman Bradford Smith. Pitcairnia decurvata ingår i släktet Pitcairnia och familjen Bromeliaceae. Inga underarter finns listade i Catalogue of Life.